# Бальдивьесо, Хулио Сесар
Ху́лио Се́сар Бальдивье́со (исп. Julio César Baldivieso Rico; 2 декабря 1971, Санта-Крус-де-ла-Сьерра) — боливийский футболист, полузащитник. Выступал за сборную Боливии, за которую провёл 85 матчей. Участник чемпионата мира 1994 года. Участник Кубка Америки 1991, 1993, 1995, 1997, 2001. В настоящий момент работает тренером.

## Биография
Начал карьеру в родном городе, в клубе «Хорхе Вильстерманн», который является одним из сильнейших в Боливии. В 1992 году перешёл в самый титулованный и популярный клуб страны «Боливар» из Ла-Паса.
С 1991 по 2005 год Бальдивьесо выступал за сборную Боливии, но особенно сильно он заявил о себе в 1994 году, когда в составе сборной принял участие в чемпионате мира. После Мундиаля игрока приобрёл аргентинский «Ньюэллс Олд Бойз», на тот момент обладавший одним из сильнейших составов среди аргентинских клубов.
В 1997 году, после очень успешного выступления сборной на домашнем Кубке Америки (финал турнира впервые с 1963 года), Бальдивьесо приобрёл японский «Йокогама Ф. Маринос» и с тех пор игрок множество раз менял клубы, страны и континенты.
Последним клубом Бальдивьесо стала «Аурора» из Кочабамбы, которую он в 2008 году сразу по окончании игровой карьеры начал тренировать. Всего за игровую карьеру Бальдивьесо принял участие в 46 матчах Кубка Либертадорес и забил в них 11 голов. За сборную же в 85 матчах он отличился 15 раз.
19 июля 2009 года Хулио Сесар выпустил на поле на 84 минуте матча в рамках чемпионата Боливии против «Ла-Паса» своего 12-летнего сына (13-летие тот отметил через 3 дня) Маурисио. Тем самым, был установлен рекорд участия в матча профессиональных команд самого молодого футболиста. Маурисио успел трижды сыграть с мячом и заработать один фол. Хулио Сесар сильно критиковал судью матча за то, что тот позволил грубо сыграть против своего сына игроку соперников (Маурисио из-за совершённого на нём фола пришлось унести на носилках). Пять дней спустя в ответ на ультиматум руководства «Ауроры» (дабы тренер не выпускал на поле впредь своего столь молодого сына) Хулио Сесар принял решение уйти из клуба и забрать с собой сына.

## Достижения
- Чемпион Боливии (3): 1992, 1994, 1996
- Кубок шейха Яссима (1): 2004
  - Вице-чемпион Кубка Америки (1): 1997